# Syndicats libres (Allemagne)
Pour les articles homonymes, voir Syndicats libres.

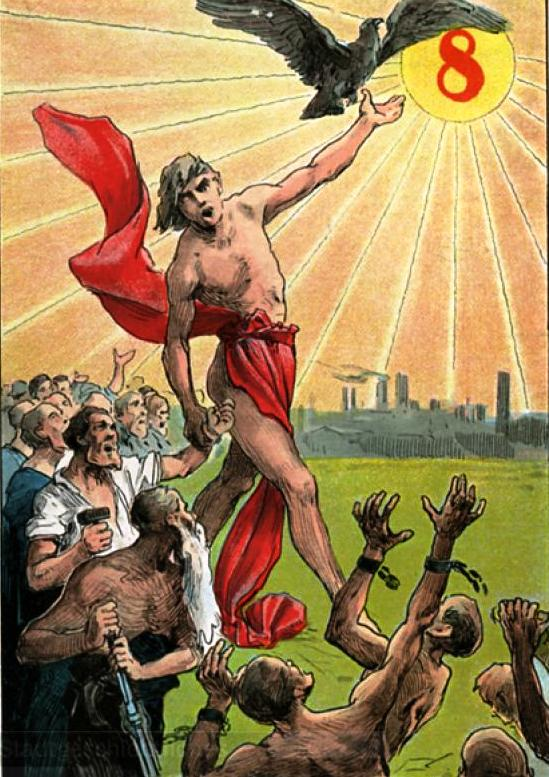
Carte postale pour la lutte pour la journée de huit heures (parue en 1901-1910).

On désigne en Allemagne sous le nom de « syndicats libres » l'organisation des syndicats orientés vers le socialisme au cours du 19e et du 20e siècles. Le terme « libre » est un adjectif apparu au fil du temps pour les distinguer des syndicats libéraux (qui se réfèrent à Max Hirsch) d'une part et des syndicats chrétiens de l'autre.
Les syndicats d'orientation socialiste ou social-démocrate se développent durant les années 1860 en même temps que l'Association générale des travailleurs allemands (en allemand Allgemeiner Deutscher Arbeiterverein, abrégé en ADAV) et le Parti ouvrier social-démocrate (SDAP abrégé en allemand). Les deux dernières organisations s'unissent en 1875. Un fossé se creuse ensuite lors des lois antisocialistes parues en 1878. Durant ces lois, il y a une réorganisation. Après leur abolition en 1890, les syndicats libres peuvent se développer au point de devenir une organisation de masse. Les organisations précédemment séparées se réunissent alors en une Commission Générale des Syndicats d'Allemagne (Generalkommission der Gewerkschaften Deutschlands) (de) et prennent une forme de plus en plus syndicale. Au sein du mouvement ouvrier social-démocrate, ils constituent la base d'une aile réformiste. Les syndicats libres imposent en 1906 vis-à-vis du SPD l'égalité entre les partis et les syndicats.
Pendant la Première Guerre mondiale, ils soutiennent le Burgfrieden. L'État reconnaît alors leur représentativité dans l'intérêt des travailleurs. Peu après la Révolution allemande de novembre 1918, les syndicats conviennent d'un accord avec le patronat qui leur reconnaît une participation à la négociation.
Au début de la République de Weimar, l'organisation des syndicats libres se rebaptise Allgemeine Deutsche Gewerkschaftsbund (Confédération Générale Syndicale Allemande). Si la Commission Générale s'organisait avec les quelques employés pour le social-démocratie, ceux-ci créent en 1920 l'Union Générale des Employés Libres (Allgemeiner freier Angestelltenbund) (de) puis en 1924 se crée l'Union Générale des Fonctionnaires Allemands (Allgemeiner Deutscher Beamtenbund) (de). Ils deviennent par la suite autonomes, on parle d'un « modèle à trois piliers » du mouvement ouvrier.
Le point culminant de l'importance des syndicats libres a lieu durant les années 1920, époque où ils ont le plus d'adhérents. Le grève générale des syndicats contribue à l'échec du putsch de Kapp. Au moment de l'hyperinflation de 1923, l'organisation syndicale connaît une crise profonde. Après un moment de rétablissement, la crise économique mondiale de 1929 affaiblit de nouveau les syndicats. Lors de l'arrivée au pouvoir des nazis, les dirigeants syndicaux décident de maintenir l'organisation et de s'adapter au nouveau régime politique. Cependant lors du défilé de la « Fête du Travail », le 1er mai 1933, tous les syndicats sont immédiatement interdits et réprimés.